# Rhythm of Love Tour
Rhythm of Love Tour var den anden koncertturné af den australske sangerinde Kylie Minogue, sammen med hendes album Rhythm of Love (1990). Touren begyndte den 10. februar 1991, og besøgte Australien og det Sydasien. Turnéen blev udvidet til Europa i slutningen af 1991, hvor det var kendt som Let's Get to It Tour i forbindelse med udgivelsen af hendes album af samme navn, men med nye kostumer og en modificeret sætliste.

## Spilleliste
1. "Step Back in Time"
2. "Wouldn't Change a Thing"
3. "Got to Be Certain"
4. "Always Find the Time"
5. "Enjoy Yourself"
6. "Tears on My Pillow"
7. "Secrets"
8. "Help" (sang af The Beatles)
9. "I Should Be So Lucky"
10. "What Do I Have to Do"
11. "Je Ne Sais Pas Pourquoi"
12. "One Boy Girl"
13. "Love Train"
14. "Rhythm of Love"
15. "Shocked"

Ekstranummer
1. "Hand on Your Heart"
2. "Count the Days"
3. "The Loco-Motion"
4. "Better the Devil You Know"

## Turnedatoer
| Australien       |               |            |                               |
| 10. februar 1991 | Canberra      | Australien | AIS Arena                     |
| 13. februar 1991 | Perth         | Australien | Perth Entertainment Centre    |
| 15. februar 1991 | Adelaide      | Australien | Memorial Drive Park           |
| 16. februar 1991 | Melbourne     | Australien | Rod Laver Arena               |
| 18. februar 1991 | Melbourne     | Australien | Rod Laver Arena               |
| 19. februar 1991 | Melbourne     | Australien | Rod Laver Arena               |
| 20. februar 1991 | Melbourne     | Australien | Rod Laver Arena               |
| 22. februar 1991 | Brisbane      | Australien | Brisbane Entertainment Centre |
| 23. februar 1991 | Sydney        | Australien | Sydney Entertainment Centre   |
| 24. februar 1991 | Sydney        | Australien | Sydney Entertainment Centre   |
| 26. februar 1991 | Sydney        | Australien | Sydney Entertainment Centre   |
| 27. februar 1991 | Sydney        | Australien | Sydney Entertainment Centre   |
| Asien            |               |            |                               |
| 1. marts 1991    | Telok Blangah | Singapore  | Harbour Pavilion              |
| 2. marts 1991    | Bangkok       | Thailand   | Thailand Cultural Centre      |
| 3. marts 1991    | Kuala Lumpur  | Malaysia   | Stadium Negara                |
| 4. marts 1991    | Tokyo         | Japan      | Tokyo Bay NK Hall             |
| 6. marts 1991    | Osaka         | Japan      | Osaka-jō Hall                 |
| 8. marts 1991    | Nagoya        | Japan      | Nippon Gaishi Hall            |
| 10. marts 1991   | Fukuoka       | Japan      | Fukuoka Kokusai Center        |